# کنکوش کانچا
کنکوش کانچا (به اسپانیایی: Kunkush Kancha) یک کوه در پرو است که در Peru, Ancash Region واقع شده‌است. کنکوش کانچا ۴٬۶۰۰ متر بالاتر از سطح دریا واقع شده‌است.